# Cartoon Network Invasión
"Cartoon Network: Invasión" (Cartoon Network Invaded en la emisión original), es un crossover especial que se transmitió en Estados Unidos el 4 de mayo de 2007, y en Latinoamérica el 17 de marzo de 2008. El especial involucraba cinco episodios sobre extraterrestres de cinco diferentes series de Cartoon Network:  Foster's Home for Imaginary Friends, Ed, Edd y Eddy, My Gym Partner's a Monkey, Camp Lazlo y The Grim Adventures of Billy & Mandy.

## Programas
En el especial aparecieron cinco episodios especiales de cinco series distintas:
- Capítulo uno: Foster's Home for Imaginary Friends: "Cheese A Go-Go"

- Capítulo dos: Ed, Edd y Eddy: "The Eds are Coming, The Eds are Coming"

- Capítulo tres: My Gym Partner's a Monkey: "That Darn Platypus"

- Capítulo cuatro: Camp Lazlo: "Strange Trout from Outer Space / Cheese Orbs"

- Capítulo cinco: The Grim Adventures of Billy & Mandy: "Billy & Mandy Moon the Moon"

Además durante tres días hubo una maratón especial que terminaba el especial.

### Temas de los episodios
Por ser un evento de crossover, un número de temas relacionados con los extraterrestres aparecen en los episodios.
1. Los aliens tienen tres ojos, se parecen a pulpos y tienen poderes para cambiar de forma
  - Cheese A Go-Go: los alienígenas chupa-cerebros en la película que Bloo mira.
  - The Eds are Coming, The Eds are Coming: los pulpos en la cabeza de Rolf y uno de los extraterrestres de las historietas de Ed.
  - That Darn Platypus: la forma de alien de Rick.
  - Strange Trout from Outer Space / Cheese Orbs: el robot de los extraterrestres que estos usan para entrar en su nave.
  - Billy & Mandy Moon the Moon: los alienígenas que abducen a Billy y Valente.
2. Los alienígenas son llamados "chupa-cerebros"
  - Cheese A Go-Go: Bloo cree que Cheese es un extraterrestre chupa-cerebros como en la película que vio.
  - The Eds are Coming, The Eds are Coming: cuando los chicos del Callejón atacan la casa de Rolf, Eddy le advierte a Ed que los aliens le chuparan el cerebro.
  - That Darn Platypus: Rick Platipus, del cual todos creen que es un extraterrestre, siempre menciona que le gusta el "jugo de cerebros".
  - Strange Trout from Outer Space: cuando Samson está en la nave de los aliens, cree que le van a chupar el cerebro.
  - Billy & Mandy Moon the Moon: al final del episodio, los alienígenas se han chupado el cerebro de cinco personajes, uno de cada especial. También es revelado que el jugo de cerebro de That Darn Platypuses realmente jugo hecho con cerebros.
3. Todos los episodios tienen un OVNI similar en ellos
  - Cheese A Go-Go: puede ser visto en el póster de la película, en la escena en el cine.
  - The Eds are Coming, The Eds are Coming: se lo puede ver al final llevándose el Callejón al espacio.
  - That Darn Platypus: uno es visto brevemente en la escena en el cuarto óscuro y en la cubierta de la revista de Windsor.
  - Strange Trout from Outer Space / Cheese Orbs: la nave que abduce a Samson
  - Billy & Mandy Moon the Moon: la mayoría de las naves alien son iguales
4. Los extraterrestres hacen referencias o están en busca de queso
  - Cheese A Go-Go: Cheese se comunica por sí mismo con los alien.
  - The Eds are Coming, The Eds are Coming: los dichos de los raros alienígenas de Ed tienen referencias al queso, y cuando Ed se estrella en el patio, él estaba en lo que parecía una enorme rueda de queso.
  - That Darn Platypus: Adam pregunta "¿quién cortó el queso?", a lo que Rick le pregunta si quiere un poco de queso.
  - Strange Trout from Outer Space / Cheese Orbs: los extraterrestres están en una misión para encontrar queso.
  - Billy & Mandy Moon the Moon: los alienígenas quieren queso, ellos repiten también la palabra "queso" como en Ya me Voy, con la misma voz distorsionada.
5. Los extraterrestres tienen el poder de transformarse
  - Cheese A Go-Go: Bloo cree que Cheese es un alien disfrazado.
  - The Eds are Coming, The Eds are Coming: Ed salta sobre Edd diciendo "¡puedo ver a través de tu disfraz, criatura de más allá de las estrellas!".
  - That Darn Platypus: Rick se transforma en su forma verdadera.
  - Strange Trout from Outer Space: los tres alienígenas se transforman en personajes secundarios.
  - Billy & Mandy Moon the Moon: hay un extraterrestre parecido a un cáracol que se puede convertir en un alien más grande y poderoso. Los alienígenas también pueden convertirse en hombres-lobo.
6. En cada episodio diferente aparecen cuatro cajas de diferentes colores que Frankie llevaba en Cheese A Go-Go:
  - The Eds are Coming, The Eds are Coming: una caja púrpura está debajo de la cama de Jimmy la cual contenía pastelillos.
  - That Darn Platypus: Pitonisio y Jake llevan una caja roja que es una caja de detergentes.
  - Strange Trout from Outer Space: Rhino es visto con una caja verde. El contenido de la cual no es revelado.
  - Billy & Mandy Moon the Moon: al final del episodio el Dr. Cerebronio, el juguete de Billy, recibe una caja azul que contiene un suéter una bufanda.

## Películas
- Tom y Jerry: ¡rumbo a Marte!
- El gigante de hierro
- Scooby-Doo and the Alien Invaders
- Hombres de negro
- Space Jam
- Ben 10: el secreto del Omnitrix